# Općinska B nogometna liga Samobor 1979./80.
Općinska A nogometna liga Samobor 1979./80. bila je liga 7. stupnja nogometnog prvenstva Jugoslavije za sezonu 1979./80.

Prvak je bila "Konšćica" iz Konšćice.
U Općinskim ligama Samobora natjecali su se klubovi Općinskog nogometnog saveza Samobor i Općinskog nogometnog saveza Zaprešić. Klubovi Općinskog nogometnog saveza Samobor od iduće sezone nastupaju u Općinskoj ligi Samobor, a klubovi Općinskog nogometnog saveza Zaprešić u  Općinskoj ligi Zaprešić.

## Ljestvica
| mj. | klub              | ut. | pob. | ner. | por. | gol+ | gol- | bod |
| --- | ----------------- | --- | ---- | ---- | ---- | ---- | ---- | --- |
| 1.  | Konšćica          | 12  | 6    | 3    | 3    | 37   | 27   | 15  |
| 2.  | Rakov Potok       | 11  | 5    | 2    | 4    | 34   | 30   | 12  |
| 3.  | Mala Gorica       | 11  | 6    | 0    | 5    | 22   | 24   | 12  |
| 4.  | Croatia Pavučnjak | 12  | 2    | 1    | 9    | 21   | 37   | 5   |

Napomene: 
- Tablica je neispravna. Ukupna gol-razlika iznosi 114:118
- Nedostaje rezultat jedne utakmice

## Unutrašnje poveznice
- Općinska A nogometna liga Samobor 1979./80.